# ألبرت هال (لاعب كرة قاعدة)
ألبرت هال (بالإنجليزية: Albert Hall)‏ هو لاعب كرة قاعدة أمريكي، ولد في 7 مارس 1958 في برمنغهام في الولايات المتحدة.

## وصلات خارجية
- ألبرت هال على موقعبيزبول رفرنس.كوم (الدوري الرئيسي) (الإنجليزية)
- ألبرت هال على موقعبيزبول رفرنس.كوم (الدوري الثانوي) (الإنجليزية)